# Quissac (Gard)
Quissac is een gemeente in het Franse departement Gard (regio Occitanie). De plaats maakt deel uit van het arrondissement Le Vigan. Quissac telde op 1 januari 2022 3.449 inwoners.

## Geschiedenis
Quissac was een steunpunt van de opstandige protestanten tijdens de Oorlog van de Camisards. In 1704 liet de intendant van de Languedoc, Nicolas de Lamoignon de Basville, daarom 150 inwoners afvoeren in gevangenschap. Hun huizen werden toegewezen aan 60 katholieken uit het naburige dorp Claret.

## Geografie
Quissac ligt in de Cevennen. De oppervlakte van Quissac bedroeg op 1 januari 2022 23,32 vierkante kilometer; de bevolkingsdichtheid was toen 147,9 inwoners per km².

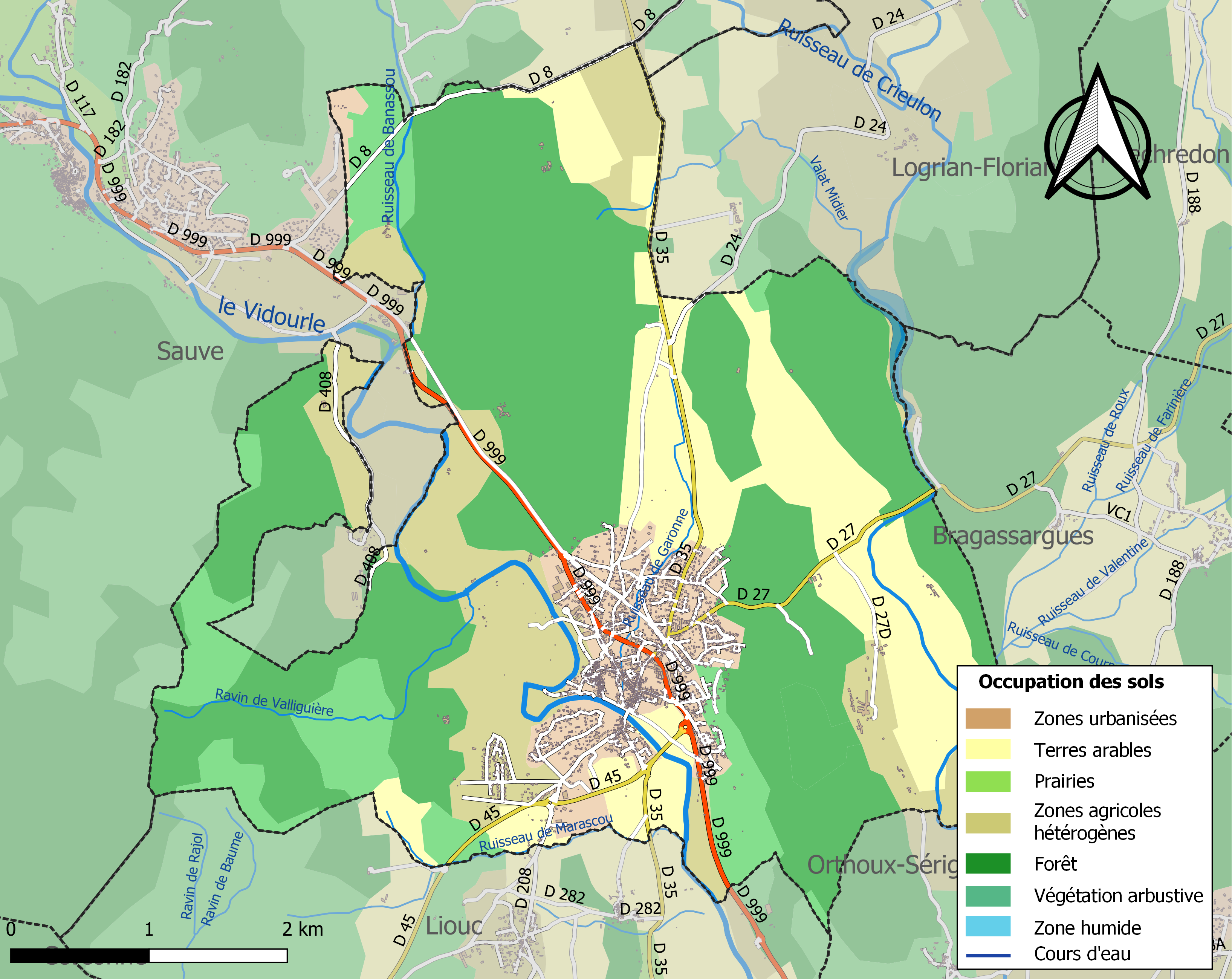
Kaart van de gemeente met belangrijkste infrastructuur, bodemgebruik en omliggende gemeenten

## Demografie
Onderstaande figuur toont het verloop van het inwonertal (bron: INSEE-tellingen).